# Dicliptera albocostata
Dicliptera albocostata är en akantusväxtart som beskrevs av Cornelis Eliza Bertus Bremekamp. Dicliptera albocostata ingår i släktet Dicliptera och familjen akantusväxter. Inga underarter finns listade i Catalogue of Life.